# Pięciobój nowoczesny na Igrzyskach Panamerykańskich 2015
Pięciobój nowoczesny na Igrzyskach Panamerykańskich 2015 odbywał się w dniach 17–19 lipca 2015 roku w CIBC Pan Am/ Parapan Am Aquatics Centre & Field House w Toronto. Pięćdziesięciu jeden zawodników obojga płci rywalizowało w dwóch konkurencjach indywidualnych.

## Podsumowanie

### Klasyfikacja medalowa
| Klasyfikacja medalowa | Klasyfikacja medalowa | Klasyfikacja medalowa | Klasyfikacja medalowa | Klasyfikacja medalowa | Klasyfikacja medalowa |
| Miejsce               | państwo               | Złoto                 | Srebro                | Brąz                  | Razem                 |
| --------------------- | --------------------- | --------------------- | --------------------- | --------------------- | --------------------- |
| 1                     | Brazylia              | 1                     | 0                     | 0                     | 1                     |
| 1                     | Gwatemala             | 1                     | 0                     | 0                     | 1                     |
| 3                     | Meksyk                | 0                     | 2                     | 1                     | 3                     |
| 4                     | Stany Zjednoczone     | 0                     | 0                     | 1                     | 1                     |
| Razem                 | Razem                 | 2                     | 2                     | 2                     | 6                     |

### Medaliści
| Konkurencja | 1. miejsce        | 2. miejsce       | 3. miejsce        |
| ----------- | ----------------- | ---------------- | ----------------- |
| Mężczyźni   | Charles Fernandez | Ismael Hernández | Nathan Schrimsher |
| Kobiety     | Yane Marques      | Tamara Vega      | Mayan Oliver      |